# Cataulacus fricatidorsus
Cataulacus fricatidorsus é uma espécie de formiga do gênero Cataulacus, pertencente à subfamília Myrmicinae.